# Gregor Kobel
Gregor Kobel (ur. 6 grudnia 1997 w Zurychu) – szwajcarski piłkarz występujący na pozycji bramkarza w niemieckim klubie Borussia Dortmund oraz w reprezentacji Szwajcarii. Wychowanek Grasshopperu, w trakcie swojej kariery grał także w takich zespołach, jak 1899 Hoffenheim, Augsburg oraz VfB Stuttgart.

## Życiorys

### Kariera klubowa
W czasach juniorskich trenował w Seefeld Zürich (2004-2005), Grasshopper (2005-2016), oraz w Hoffenheim (2014-2016). W 2016 roku dołączył do kadry II zespołu Hoffenheim.
Hoffenheim wypożyczyło go dwa razy. Pierwszym zespołem do jakiego się udał był FC Augsburg. Rozegrał w tym klubie łącznie 18 spotkań (16 meczów na poziomie Bundesligi i 2 mecze w ramach Pucharu Niemiec). Razem z Augsburgiem zajął 15. miejsce w tabeli co oznaczało utrzymanie w najwyższej klasie rozgrywkowej.
Na początku sezonu 2019-2020 został wypożyczony do VfB Stuttgart. Rozegrał bardzo dobry sezon na poziomie II Bundesligi i razem z drużyną awansował do elity. Zarząd klubu  ze Stuttgartu po sezonie zdecydował się na wykup bramkarza za kwotę 7,2 mln euro.
W sezonie 2020-2021 rozegrał 34 spotkania (33 na poziomie Bundesligi i 1 w ramach Pucharu Niemiec). Stracił w sezonie 54 gole i zanotował 6 czystych kont, a VfB Stuttgart zakończył sezon na 9. miejscu.
Przed sezonem 2021-2022 po Szwajcara zgłosiła się Borussia Dortmund. Kwota jego transferu wyniosła klub z Dortmundu 15 mln. euro. Z klubem z Dortmundu Niemiec podpisał kontrakt do 30 czerwca 2026 roku.

### Kariera reprezentacyjna
Swój debiut w Reprezentacji Szwajcarii rozegrał 1 września 2021 roku w ramach meczu towarzyskiego z Reprezentacją Grecji. Szwajcaria wygrała to spotkanie 2:1.

## Statystyki klubowe
Stan na 27 lipca 2025
| Klub                   | Sezon   | Liga                 | Mecze | Mecze          | Mecze                 | Mecze | Mecze |
| Klub                   | Sezon   | Liga                 | Liga  | Puchar krajowy | Rozgrywki europejskie | Inne  | Razem |
| ---------------------- | ------- | -------------------- | ----- | -------------- | --------------------- | ----- | ----- |
| TSG 1899 Hoffenheim II | 2015/16 | Regionalliga Südwest | 5     | 0              | 0                     | 0     | 5     |
| TSG 1899 Hoffenheim II | 2016/17 | Regionalliga Südwest | 26    | 0              | 0                     | 0     | 26    |
| TSG 1899 Hoffenheim II | 2017/18 | Regionalliga Südwest | 8     | 0              | 0                     | 0     | 8     |
| TSG 1899 Hoffenheim    | 2017/18 | Bundesliga           | 0     | 2              | 1                     | 0     | 3     |
| TSG 1899 Hoffenheim II | 2018/19 | Regionalliga Südwest | 4     | 0              | 0                     | 0     | 4     |
| TSG 1899 Hoffenheim    | 2018/19 | Bundesliga           | 1     | 2              | 0                     | 0     | 3     |
| FC Augsburg            | 2018/19 | Bundesliga           | 16    | 2              | 0                     | 0     | 18    |
| VfB Stuttgart          | 2019/20 | 2. Bundesliga        | 31    | 0              | 0                     | 0     | 31    |
| VfB Stuttgart          | 2020/21 | Bundesliga           | 33    | 1              | 0                     | 0     | 34    |
| Borussia Dortmund      | 2021/22 | Bundesliga           | 29    | 2              | 8                     | 1     | 40    |
| Borussia Dortmund      | 2022/23 | Bundesliga           | 27    | 4              | 4                     | 0     | 35    |
| Borussia Dortmund      | 2023/24 | Bundesliga           | 27    | 3              | 12                    | 0     | 42    |
| Borussia Dortmund      | 2024/25 | Bundesliga           | 32    | 2              | 13                    | 5     | 52    |
| Ogółem                 | Ogółem  | Ogółem               | 239   | 18             | 38                    | 6     | 301   |

## Statystyki reprezentacyjne
Stan na 27 lipca 2025
| Reprezentacja | Rok     | Mecze | Czyste Konta |
| ------------- | ------- | ----- | ------------ |
| Szwajcaria    | 2021    | 1     | 0            |
| Szwajcaria    | 2022    | 3     | 0            |
| Szwajcaria    | 2023    | 1     | 0            |
| Szwajcaria    | 2024    | 5     | 0            |
| Szwajcaria    | 2025    | 3     | 1            |
| Łącznie       | Łącznie | 13    | 1            |

## Sukcesy

### Klubowe
VfB Stuttgart
- Awans do Bundesligi z II miejsca: (2019/2020)

Borussia Dortmund
- Zajęcie II miejsca w Bundeslidze:(2021/2022)
- Zajęcie II miejsca w Bundeslidze:(2022/2023)

### Reprezentacyjne
Szwajcaria
- Ćwierćfinał Mistrzostw Europy w Piłce Nożnej 2020
- Ćwierćfinał Mistrzostw Europy w Piłce Nożnej 2024